# Exochalara guadalcanalensis
Exochalara guadalcanalensis är en svampart som först beskrevs av Matsush., och fick sitt nu gällande namn av W. Gams & Hol.-Jech. 1976. Exochalara guadalcanalensis ingår i släktet Exochalara, divisionen sporsäcksvampar och riket svampar.   Inga underarter finns listade i Catalogue of Life.